# Gradijent
U vektorskoj analizi, gradijent skalarnog polja je vektorsko polje koje ima pravac najvećeg porasta skalarnog polja, odnosno, čiji je intenzitet najveća promena u polju.
Generalizacija gradijenta, za funkcije u Banachovom prostoru koje imaju vektorske vrednosti, je Jakobijan.

## Interpretacija gradijenta
Zamislimo sobu u kojoj je temperatura data sa skalarnim poljem {\displaystyle \phi }, tako da je u svakoj tački {\displaystyle (x,y,z)} temperatura {\displaystyle \phi (x,y,z)} (pretpostavićemo da se temperatura ne menja sa vremenom). Tada, u svakoj tački u sobi, gradijent u toj tački pokazaće smer u kojem temperatura raste najbrže. Intenzitet gradijenta će odrediti kako se brzo temperatura povećava u tom pravcu.
Gradijent se, takođe, može koristiti da se izmeri kako se skalarno polje menja u drugim smerovima (a ne samo u pravcu najveće promene) korišćenjem skalarnog proizvoda vektora. Zamislimo brdo sa najvećim nagibom od 40 %. Ako put ide ravno uzbrdo, tada je najstrmiji nagib, takođe, 40 %. Ako, međutim, put ide oko brda sa uglom u smeru uspona (vektor gradijenta), tada će imati manji nagib. Na primer, ako je ugao između puta u pravcu uspona, projektovan na horizontalnu ravan, 60°, tada će najstrmiji nagib, koji se proteže duž puta, biti 20 %, što se dobilo iz proizvoda 40 % puta kosinus od 60°.

## Formalna definicija
Gradijent (ili gradijent vektorskog polja) skalarne funkcije {\displaystyle f(x)} po vektorskoj varijabli {\displaystyle x=(x_{1},\dots ,x_{n})} se označava kao {\displaystyle \nabla f} ili {\displaystyle {\vec {\nabla }}f} gde {\displaystyle \nabla } (nabla simbol) označava vektorski diferencijalni operator, nabla operator. Oznaka {\displaystyle \operatorname {grad} (f)} se, takođe, koristi za označavanje gradijenta.
Prema definiciji, gradijent je vektorsko polje čije su komponente parcijalni izvodi funkcije {\displaystyle f}. To jest:
{\displaystyle \nabla f=\left({\frac {\partial f}{\partial x_{1}}},\dots ,{\frac {\partial f}{\partial x_{n}}}\right).}
Skalarni proizvod vektora {\displaystyle (\nabla f)_{x}\cdot v} gradijenta u tački x sa vektorom v daje izvod po pravcu funkcije f u x u pravcu v.
Gradijent je nerotaciono vektorsko polje, te su linijski integrali kroz gradijentno polje nezavisni i mogu se izračunati pomoću gradijentne teoreme. Suprotno, nerotaciono vektorsko polje u jednostavno povezanom regionu je uvek gradijent funkcije.

## Izrazi za gradijent u 3 dimenzije
Forma gradijenta zavisi od izabranog koordinatnog sistema.
U pravouglim koordinatama, gornji izraz se proširi na
{\displaystyle \nabla f(x,y,z)={\begin{pmatrix}{\frac {\partial f}{\partial x}},{\frac {\partial f}{\partial y}},{\frac {\partial f}{\partial z}}\end{pmatrix}}}
U cilindričnim koordinatama:
{\displaystyle \nabla f(\rho ,\theta ,z)={\begin{pmatrix}{\frac {\partial f}{\partial \rho }},{{\frac {1}{\rho }}{\frac {\partial f}{\partial \theta }}},{\frac {\partial f}{\partial z}}\end{pmatrix}}}
(gde je {\displaystyle \theta } azimutalni ugao, a {\displaystyle z} je osna koordinata).
U sfernim koordinatama:
{\displaystyle \nabla f(r,\theta ,\phi )={\begin{pmatrix}{\frac {\partial f}{\partial r}},{{\frac {1}{r}}{\frac {\partial f}{\partial \theta }}},{{\frac {1}{r\sin \theta }}{\frac {\partial f}{\partial \phi }}}\end{pmatrix}}}
(gde je {\displaystyle \theta } azimutni ugao, a {\displaystyle \phi } je zenitni ugao).

## Svojstva
{\displaystyle \ \nabla (\alpha \phi +\psi )=\alpha \nabla \phi +\nabla \psi }
{\displaystyle \nabla (\mathbf {A} \cdot \mathbf {B} )=(\mathbf {A} \cdot \nabla )\mathbf {B} +(\mathbf {B} \cdot \nabla )\mathbf {A} +\mathbf {A} \times (\nabla \times \mathbf {B} )+\mathbf {B} \times (\nabla \times \mathbf {A} )\ }
{\displaystyle {\frac {1}{2}}\nabla A^{2}=\mathbf {A} \times (\nabla \times \mathbf {A} )+(\mathbf {A} \cdot \nabla )\mathbf {A} }

### Primer
Na primer, gradijent u pravouglim koordinatama
{\displaystyle f(x,y,z)=\ 2x+3y^{2}-\sin(z)}
je:
{\displaystyle \nabla f={\begin{pmatrix}{\frac {\partial f}{\partial x}},{\frac {\partial f}{\partial y}},{\frac {\partial f}{\partial z}}\end{pmatrix}}={\begin{pmatrix}{2},{6y},{-\cos(z)}\end{pmatrix}}.}

## Gradijent i izvod ili diferencijal

### Linearna aproksimacija funkcije
Gradijent funkcije {\displaystyle f} iz Euklidovog prostora {\displaystyle \mathbb {R} ^{n}} u {\displaystyle \mathbb {R} } i bilo kojoj tački x0 u {\displaystyle \mathbb {R} ^{n}} karakteriše najbolju linearnu aproksimaciju od f u x0. Ta aproksimacija se zapisuje na sledeći način:
{\displaystyle f(x)\approx f(x_{0})+(\nabla f)_{x_{0}}\cdot (x-x_{0})}
za {\displaystyle x} koje je blizu {\displaystyle x_{0}}, gdje je {\displaystyle (\nabla f)_{x_{0}}} gradijent funkcije f izračunat u {\displaystyle x_{0}}, gde tačka označava da se radi o skalarnom proizvodu {\displaystyle \mathbb {R} ^{n}}.

## Literatura
1. Korn, Theresa M.; Korn, Granino Arthur (2000). Mathematical Handbook for Scientists and Engineers: Definitions, Theorems, and Formulas for Reference and Review. New York: Dover Publications. стр. 157–160.  0-486-41147-8.